# Paige (marka samochodów)
Paige – dawne amerykańskie przedsiębiorstwo branży motoryzacyjnej zajmujące się produkcją luksusowych samochodów osobowych, z siedzibą w Detroit, w stanie Michigan.
Przedsiębiorstwo Paige powstało w 1909 roku i funkcjonowało do 1927 roku, kiedy to zostało sprzedane i zreorganizowane w przedsiębiorstwo Graham-Paige.